# Sarkis Assadourian (homme politique)
Pour les articles homonymes, voir Sarkis Assadourian et Assadourian.
Sarkis Assadourian (21 décembre 1895-27 avril 1964) est un homme politique arméno-canadiens de l'Ontario. Premier représentant de cette communauté à entrer à la Chambre des communes du Canada, il est député fédéral libéral de la circonscription ontarienne de Don Valley-Nord de 1993 à 1997 et de Brampton-Centre de 1997 à 2004.

## Biographie
Né à Alep en Syrie, Assadourian immigre peu après avec sa famille. Il étudie ensuite à l'École de l'Art Institute of Chicago et s'installe à Toronto où il devient gestionnaire de propriété en 1970. Il travaille également comme consultant au multiculturalisme pour les gouvernements provincial et fédéral.

### Carrière politique
Parvenant à obtenir la nomination libérale dans Don Valley-Nord en 1988 contre Sarmite Bulte, il déclare durant le débat de campagne vouloir un gouvernement ouvert et honnête, pour un changement (honest and open government, for a change). Le candidat néo-démocrate Anton Kuerti rappelle que les Conservateurs avaient été élus pour cette même raison en 1984. C'est finalement la progressiste-conservatrice Barbara Greene qui remporte l'élection.
Élu en 1993, il est réélu dans Brampton-Centre en 1997 et en 2000. Il ne se représente pas en 2004.
Durant sa carrière parlementaire, il est secrétaire parlementaire du ministre de la Citoyenneté et de l'Immigration Denis Coderre en 2003.
Il se présente au poste de conseiller municipal du Ward 3 de Richmond Hill en 2010, il arrive en 5e position sur 7 candidats.

## Après la politique
Assadourian sert comme juge de la citoyenneté à Toronto.